# Marta Tomasa Worner
Marta Tomasa Worner   (Barcelona, 16 de maig de 1980) és una actriu i ballarina catalana coneguda a la pantalla petita principalment pel seu paper com a Fe Pérez a El secreto de Puente Viejo, i que ha fet també papers en musicals com ara Hair i Grease.
El 30 de juliol de 2011 es va casar amb el també actor Jordi Coll, amb qui va compartir repartiment des del 2014 fins al 2015 a la sèrie de televisió El secreto de Puente Viejo. El 15 de juliol de 2015 va néixer la seva primera filla de nom Jael, i el 3 de juliol de 2017 el seu fill Pau.